# Hellboy: Złota armia
Hellboy: Złota armia (tytuł oryg. Hellboy II: The Golden Army) – amerykańsko-niemiecki film fantastyczny z 2008 roku.

## Fabuła
Hellboy jest członkiem Biura Badań Paranormalnych i Obrony. Zostaje wyznaczony do nietypowego zadania: ma nie dopuścić do obudzenia Złotej Armii elfów. Kontrolować ją można za pomocą korony, którą wcześniej podzielono na trzy części, lecz syn króla elfów postanawia je połączyć i wykorzystać Armię przeciwko ludziom. Hellboy prowadzi śledztwo z pomocą Abe’a Sapiena, Liz Sherman i nowego członka Biura, Johanna Kraussa.

## Główne role
- Ron Perlman – Hellboy
- Selma Blair – Liz Sherman
- Doug Jones –
  - Abraham „Abe” Sapien,
  - szambelan,
  - Anioł Śmierci
- John Alexander –
  - Johann Krauss,
  - goblin z Bethmoory
- James Dodd – Johann Krauss
- Seth MacFarlane – Johann Krauss (głos)
- Jeffrey Tambor – Tom Manning
- Luke Goss – książę Nuada
- Anna Walton – księżniczka Nuala
- Brian Steele –
  - pan Wink,
  - Fragglewump w prawdziwej formie,
  - Katedrogłowy,
  - Troll
- Roy Dotrice – król Balon
- Jeanne Mockford – staruszka / Fragglewump
- Szonja Oroszlán – matka niemowlęcia
- Jeremy Zimmermann – aukcjoner
- John Hurt – profesor Trevor „Broom” Bruttenholm
- Montse Ribé – mały Hellboy

## Zdjęcia
Zdjęcia realizowane były na terenie Węgier (Budapeszt. Etyek), Irlandii Północnej (Grobla Olbrzyma) i Anglii (Londyn).

## Odbiór
Film spotkał się z pozytywną reakcją krytyków. W serwisie Rotten Tomatoes 86% z 248 recenzji filmu jest pozytywne (średnia ocen wyniosła 7,21 na 10. Na portalu Metacritic średnia ocen z 36 recenzji wyniosła 78 punktów na 100.